# Major non-NATO ally

De Verenigde Staten zijn weergegeven in het donkergroen, de overige NAVO-bondgenoten in het lichtblauw, MNNA's in het oranje en in geel voormalige bondgenoten.

Major non-NATO ally (MNNA; belangrijke niet-NAVO-bondgenoot) is een term waarmee de overheid van de Verenigde Staten bondgenoten aanduidt die strategisch samenwerken met de Amerikaanse strijdkrachten, maar geen lid zijn van de Noord-Atlantische Verdragsorganisatie (NAVO/NATO). Hoewel de MNNA-status niet automatisch duidt op een defensieverdrag met de Verenigde Staten, zijn er wel een aantal militaire en financiële voordelen aan verbonden die niet-NAVO-leden doorgaans niet genieten.

## Geschiedenis
De MNNA-status werd in 1989 ingesteld met de nieuwe sectie 2350a van titel 10 (defensie) van de United States Code. Het amendement machtigt de minister van defensie om, met instemming van de minister van buitenlandse zaken, samenwerkingsovereenkomsten aan te gaan met niet-NAVO-landen op het gebied van onderzoek en ontwikkeling. De oorspronkelijke MNNA's waren Australië, Egypte, Israël, Japan, en Zuid-Korea.
In 1996 kregen de MNNA's extra militaire en financiële voordelen met de nieuwe sectie 2321k van titel 22 (buitenlandse zaken) van de United States Code. De MNNA's kregen dezelfde vrijstellingen van de Arms Export Control Act als NAVO-leden. Verder gaf deze sectie de president van de Verenigde Staten de bevoegdheid om MNNA's te benoemen, waarbij het Congres 30 dagen vooraf dient te worden geïnformeerd. Toen de sectie in werking trad werden Australië, Egypte, Israël, Japan, Jordanië, Nieuw-Zeeland en Zuid-Korea aangewezen als MNNA's.
De socialistische Nieuw-Zeelandse regering-Lange kwam in 1984 in conflict met de Verenigde Staten, nadat was besloten dat onderzeeboten met kernwapens aan boord niet langer welkom waren in de territoriale wateren van Nieuw-Zeeland. De militaire samenwerking met de VS kwam tot een einde. Uit de toekenning van de MNNA-status aan Nieuw-Zeeland bleek later dat de relatie tussen de landen was verbeterd.

## Voordelen
MNNA's komen in aanmerking voor de volgende voordelen:
- Het sluiten van een samenwerkingsovereenkomst met de VS op het gebied van onderzoek en ontwikkeling
- Participatie in bepaalde anti-terreurinitiatieven
- Het kopen van antitankwapens waarin verarmd uranium is verwerkt
- Prioriteit bij levering van militaire voorraden
- Bezit van Amerikaans oorlogsmaterieel dat wordt bewaard buiten Amerikaanse bases
- Het lenen van middelen en materiaal voor onderzoek en ontwikkeling
- Toestemming voor gebruik van Amerikaanse financiële steun, voor het kopen of leasen van bepaalde militaire middelen
- Wederzijdse training
- Versnelde export van ruimtetechnologie
- Toestemming voor bedrijven van het land om te bieden op contracten voor reparatie en onderhoud van Amerikaans materieel buiten de VS

## Lijst van MNNA's
De volgende landen zijn benoemd tot major non-NATO ally van de Verenigde Staten:

### Benoemd door George H. W. Bush

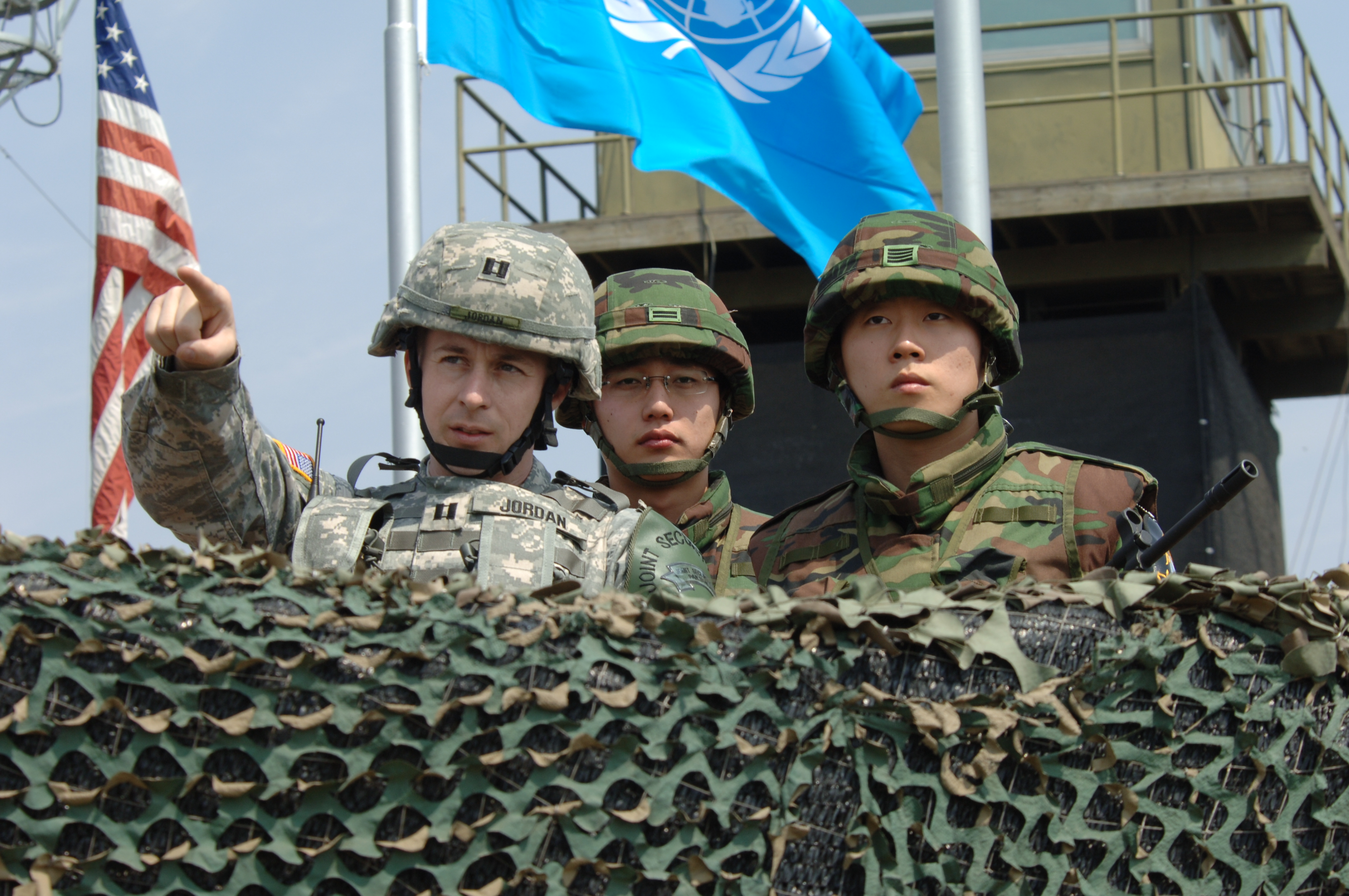
Zuid-Koreaanse soldaten en een Amerikaanse officier bekijken de DMZ Korea

- Australië (1989)[2]
- Egypte (1989)[2]
- Israël (1989)[2]
- Japan (1989)[2]
- Zuid-Korea (1989)[2]

### Benoemd door Bill Clinton
- Jordanië (1996)[3]
- Nieuw-Zeeland (1997)[4]
- Argentinië (1998)[5]

### Benoemd door George W. Bush
- Bahrein (2002)[6]
- Filipijnen (2003)[7]
- Thailand (2003)[8]
- Koeweit (2004)[9]
- Marokko (2004)[10]
- Pakistan (2004)[11]

### Benoemd door Barack Obama
- Afghanistan (2012)[12][13] — 2022 Beëindigd door Joe Biden[14][15]
- Tunesië (2015)[16]

### Benoemd door Donald Trump
- Brazilië (2019)[17]

### Benoemd door Joe Biden
- Qatar (2022)[18]
- Colombia (2022)[19]
- Peru (2023)